# Forêt nationale de Paraopeba
La forêt nationale de Paraopeba (portugais : Floresta Nacional de Paraopeba) est une forêt nationale brésilienne. Elle se situe dans la région Sud-Est, dans l'État du Minas Gerais, à une centaine de kilomètres de Belo Horizonte.
Le parc fut créé en 1950 et couvre une superficie de 203,29 hectares. Il s'étend sur le territoire de la municipalité de Paraopeba. 

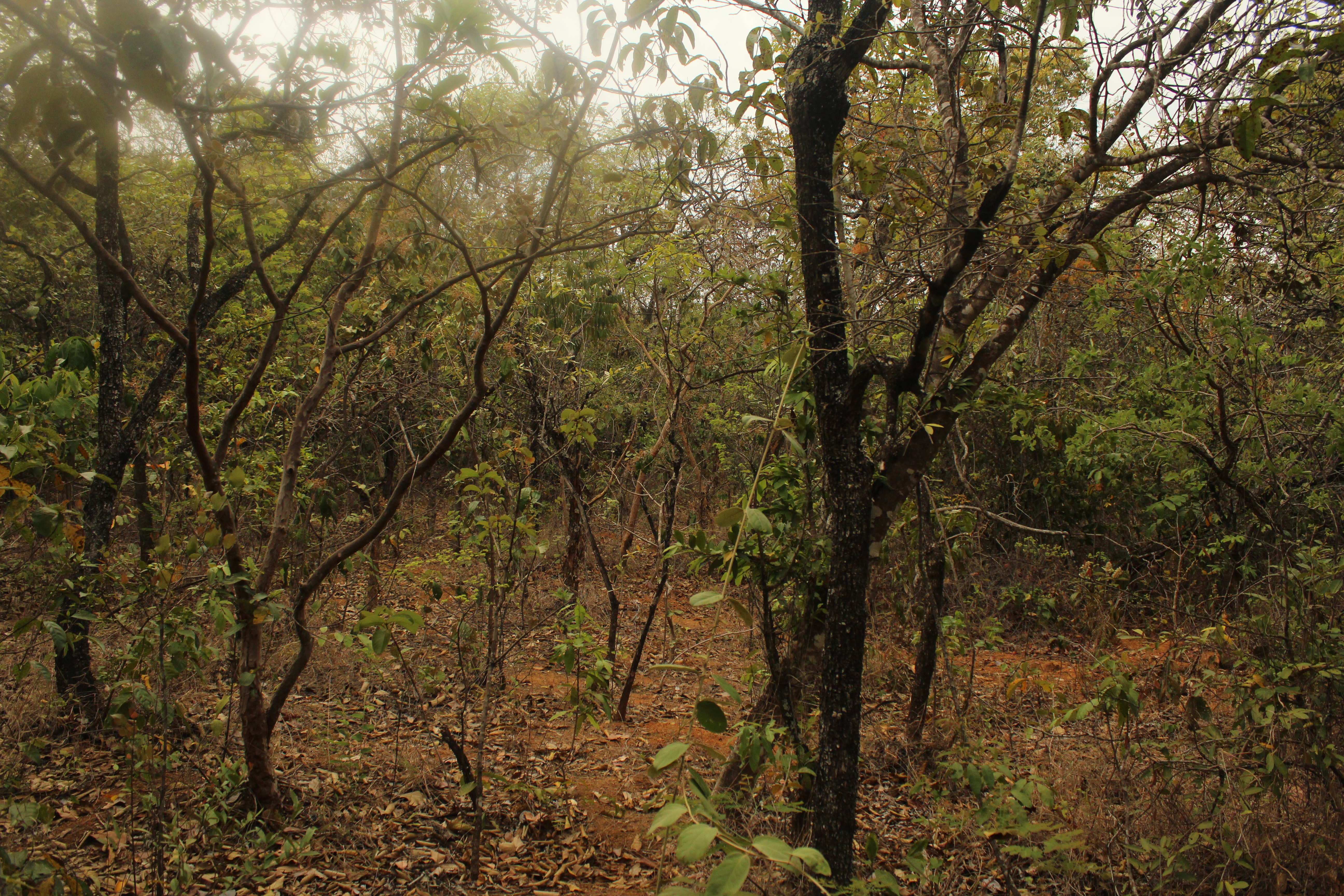
Biome de type Cerrado en forêt nationale de Paraopeba.

Le biome est de type Cerrado. L'altitude est de 700 à 800 mètres. La forêt est découpée en parcelles séparées par des pare-feux. Le climat est subtropical avec une saison sèche d'avril à septembre et un été austral pluvieux. Les sols sont acides avec un déficit en phosphore. La composition floristique est variée avec une majorité de Leguminosae.